# 狄拉克δ函数

狄拉克δ函數示意圖。直線上箭頭的高度一般用於指定δ函數前任何乘法常數的值，亦即等於函數下方的面積。另一種慣例是把面積值寫在箭頭的旁邊。

狄拉克δ函數是以零為中心的正態分佈隨的（分佈意義上的）極限。

在科學和數學中，狄拉克δ函數或簡稱δ函數（譯名德爾塔函數、得耳他函數）是在實數線上定義的一個廣義函數或分佈。它在除零以外的點上都等於零，且其在整個定義域上的積分等於1。δ函數有時可看作是在原點處无限高、无限细，但是总面积为1的一個尖峰，在物理上代表了理想化的質點或点电荷的密度。
從純數學的觀點來看，狄拉克δ函數並非嚴格意義上的函數，因為任何在擴展實數線上定義的函數，如果在一個點以外的地方都等於零，其總積分必須為零。δ函數只有在出現在積分以內的時候才有實質的意義。根據這一點，δ函數一般可以當做普通函數一樣使用。
狄拉克δ函數得名自物理学家保罗·狄拉克，其形式上所遵守的規則屬於運算微積分的一部分，是物理學和工程學的標準工具。包括δ函數在內的運算微積分方法，在20世紀初受到數學家的質疑，直到1950年代洛朗·施瓦茨才發展出一套令人滿意的嚴謹理論。嚴謹地來說，δ函數必須定義為一個分佈，對應於支撐集為原點的概率測度。
在許多應用中，均將δ視為由在原點處有尖峰的函數所組成的序列的極限（弱極限），而序列中的函數則可作為對δ函數的近似。在訊號處理上，δ函數常稱為單位脈衝符號或單位脈衝函數。克羅內克δ函數是對應於狄拉克δ函數的離散函數，其定義域為離散集，值域可以是0或者1。

## 概述
δ函數的圖形通常可以視為整條x軸和正y軸。雖然稱為函數，但δ函數並非真正的函數，至少它的值域不在實數以內。例如，f(x) = δ(x)和g(x) = 0這兩個數學物件除了在x = 0以外都有相同的值，但其積分卻不相同。根據勒貝格積分理論，若f和g為函數，使得f = g幾乎處處成立，則f可積當且僅當g可積且f和g的積分相同。要嚴謹處理δ函數，須用到測度論或分佈。
δ函數可以代表一個既高又窄的尖峰函數（脈衝），用以描述點電荷和質點等抽象化的概念。舉例來說，要描述球桿擊球的動力學問題，可以用δ函數描述擊球那一刻的力。不但各種方程式會因此簡化，而且只需球桿傳遞的總衝量就能算出球擊出後的運動，而不須考慮球桿向球傳遞能量的複雜具體情況。
在應用數學中，δ函數往往能看作是某函數序列的極限（弱極限），該序列中的每一項都在原點處有一個尖峰，例如以零為中心、方差趨向零的高斯分佈序列。

## 歷史
約瑟夫·傅利葉在他的《熱分析理論》（法語：Théorie analytique de la chaleur）中呈現了以下的方程式，今天稱為傅里葉積分定理：
{\displaystyle f(x)={\frac {1}{2\pi }}\int _{-\infty }^{\infty }\ \ d\alpha f(\alpha )\ \int _{-\infty }^{\infty }dp\ \cos(px-p\alpha )\ ,}
這相当于以這種方式引入了δ函數：
{\displaystyle \delta (x-\alpha )={\frac {1}{2\pi }}\int _{-\infty }^{\infty }dp\ \cos(px-p\alpha )\ .}
之後，奧古斯丁·路易·柯西用指數函數表達了這一定理：
{\displaystyle f(x)={\frac {1}{2\pi }}\int _{-\infty }^{\infty }\ e^{ipx}\left(\int _{-\infty }^{\infty }e^{-ip\alpha }f(\alpha )\ d\alpha \right)\ dp.}
柯西指出，在某些情況下，積分的計算順序會影響計算結果。
分佈理論允許重新排列柯西方程式，使它更接近以上傅里葉的方程式：
{\displaystyle {\begin{aligned}f(x)&={\frac {1}{2\pi }}\int _{-\infty }^{\infty }e^{ipx}\left(\int _{-\infty }^{\infty }e^{-ip\alpha }f(\alpha )\ d\alpha \right)\ dp\\&={\frac {1}{2\pi }}\int _{-\infty }^{\infty }\left(\int _{-\infty }^{\infty }e^{ipx}e^{-ip\alpha }\ dp\right)f(\alpha )\ d\alpha =\int _{-\infty }^{\infty }\delta (x-\alpha )f(\alpha )\ d\alpha ,\end{aligned}}}
其中δ函數可表達為：
{\displaystyle \delta (x-\alpha )={\frac {1}{2\pi }}\int _{-\infty }^{\infty }e^{ip(x-\alpha )}\ dp\ .}
在接下來的幾個世紀，數學家才逐漸理解這一指數形式的嚴謹含義，以及方程式中的函數f所需的條件。用舊有的數學觀念來理解，會有以下的問題：
經典傅里葉變換的最大缺點在於，能夠有效計算的只有很狹窄的一類函數。這些函數必須（在無限的鄰域內）足夠快地降至零，才能保證傅里葉積分值的存在。例如，連多項式這種如此簡單的函數，也不存在經典意義上的傅里葉變換。經典傅里葉變換擴展至分佈，大大增加了能夠進行變換的函數類型，移除了諸多障礙。
之後，米歇爾·普朗歇爾（Michel Plancherel）開創性的L2理論（1910年）、諾伯特·維納和薩洛蒙·博赫納（Salomon Bochner）的貢獻（1930年前後）以及最後洛朗·施瓦茨歸納這一切的分佈理論（1945年）進一步推廣了傅里葉積分，並建立了狄拉克δ函數的嚴格定義。
1827年，柯西首次明確寫下一個無限高的單位脈衝函數（柯西分佈的無限小版本）。西莫恩·德尼·帕松和古斯塔夫·基爾霍夫之後在研究波傳播的時候，考慮過這一函數。基爾霍夫與赫爾曼·馮·亥姆霍茲將單位脈衝描述為高斯分佈的極限，這也符合開爾文勳爵對點熱源的描述。19世紀末，奧利弗·黑維塞利用形式上的傅里葉級數對單位脈衝進行操作。1930年，保羅·狄拉克在影響深遠的《量子力學原理》中引入了δ函數作為一種「方便的記號」，故此該函數今天以他命名。

## 定義
籠統地來說，δ函數是在實數線上的一個函數，在原點上無限，在所有其他點上為零，
{\displaystyle \delta (x)={\begin{cases}+\infty ,&x=0\\0,&x\neq 0\end{cases}}}
並同時滿足以下條件
{\displaystyle \int _{-\infty }^{\infty }\delta (x)\,dx=1.}
這只是一個概略的表述：δ函數並不是一個嚴格意義上的函數，沒有任何定義在實數線上的函數能滿足以上的條件。更嚴謹地來說，δ函數可以定義為分佈或測度。

### 測度
測度是其中一種嚴謹定義δ函數的方法。作為一個測度，δ函數取一個實線R的子集A，當0 ∈ A時輸出δ(A) = 1，否則δ(A) = 0。如果把δ函數想象成位於0的一個理想化的質點，則δ(A)代表集合A所包含的質量。一個函數相對於δ的積分便可以定義為相對於這個測度的勒貝格積分。對於所有連續緊支撐函數f，這一積分滿足：
{\displaystyle \int _{-\infty }^{\infty }f(x)\,\delta \{dx\}=f(0).}
測度δ相對於勒貝格測度不絕對連續，它其實是一個奇異測度。因此，它並不具有拉東-尼科迪姆導數，也就是不存在滿足以下條件的函數δ：
{\displaystyle \int _{-\infty }^{\infty }f(x)\delta (x)\,dx=f(0).}
雖然這種寫法仍非常常見，但是它實際上只是一種方便的記號，而不是任何有良好定義的（黎曼或勒貝格）積分。
作為R上的概率測度，狄拉克測度可以通過它的累積分佈函數──單位階躍函數──來定義：
{\displaystyle H(x)={\begin{cases}1&{\text{if }}x\geq 0\\0&{\text{if }}x<0.\end{cases}}}
換句話說，H(x)是積累指示函數1(−∞, x]相對於測度δ的積分：
{\displaystyle H(x)=\int _{\mathbf {R} }\mathbf {1} _{(-\infty ,x]}(t)\,\delta \{dt\}=\delta (-\infty ,x].}
δ函數相對於一個連續函數的積分可以通過黎曼－斯蒂爾傑斯積分嚴格定義：
{\displaystyle \int _{-\infty }^{\infty }f(x)\delta \{dx\}=\int _{-\infty }^{\infty }f(x)\,dH(x).}
δ函數的所有更高矩都是零。其特徵函數和矩母函數都等於1。

### 分佈
在分佈理論中，一個廣義函數並不像普通函數一樣直接定義，而是在它相對其他函數積分的時候，以它如何影響這一積分來定義。沿著這條思路，只須定義δ函數相對某個足夠「良好」的測試函數的「積分」就足夠了。如果δ函數已經定義為測度，則這種積分可以是測試函數相對於這δ測度的勒貝格積分。
測試函數空間一般可包括所有{\displaystyle \mathbf {R} }上的緊支撐光滑函數。作為一個分佈，δ函數是在測試函數空間上的線性泛函，定義為
| {\displaystyle \forall \varphi ,\delta [\varphi ]=\varphi (0).} |  | 1 |

若要使δ成為一個正式的分佈，它必須要在測試函數空間上相對某個合適拓撲為連續的。在測試函數空間上的線性泛函{\displaystyle S}要能夠良好定義一個分佈，其必要和充分條件是，對於每個正整數{\displaystyle N}，有整數{\displaystyle M_{N}}和常數{\displaystyle C_{N}}，使得對每個測試函數{\displaystyle \varphi }，以下不等式都成立：
{\displaystyle |S[\varphi ]|\leq C_{N}\sum _{k=0}^{M_{N}}\sup _{x\in [-N,N]}|\varphi ^{(k)}(x)|.}
當{\displaystyle S}就是δ分佈時，对所有的{\displaystyle N}取{\displaystyle C_{N}=1,M_{N}=0}，就能滿足這條不等式。因此，δ是級數為零的分佈。它也是一個緊支撐分佈，其支撐集是{\displaystyle \{0\}}。
δ分佈有幾種等價的定義。例如，它是黑維塞階躍函數的分佈導數，也就是說，對於任何測試函數{\displaystyle \varphi }，
{\displaystyle \delta [\varphi ]=-\int _{-\infty }^{\infty }\varphi '(x)H(x)\,\mathrm {d} x.}
直觀而言，如果允許分部積分法，以上的積分就會簡化為
{\displaystyle \int _{-\infty }^{\infty }\varphi (x)H'(x)\,\mathrm {d} x=\int _{-\infty }^{\infty }\varphi (x)\delta (x)\,\mathrm {d} x.}
而利用黎曼－斯蒂尔杰斯积分的分部积分法可以得到
{\displaystyle -\int _{-\infty }^{\infty }\varphi '(x)H(x)\,\mathrm {d} x=\int _{-\infty }^{\infty }\varphi (x)\,\mathrm {d} H(x).}
在测度论中，狄拉克測度通過積分產生分佈。相反，公式(1)在所有緊支撐連續函數{\displaystyle \varphi }空間上定義了一個Daniell積分，且根據里斯表示定理，該積分可以表示為{\displaystyle \varphi }相對於某拉東測度的勒贝格积分。
當講到「狄拉克δ函數」時，一般指的是分佈，而不是測度。因此一些文獻也會稱之為「狄拉克δ分佈」。測度論中相對應的概念則稱為狄拉克測度。

### 推廣
在n維歐幾里得空間Rn中，狄拉克δ函數可以定義為一個測度，使得對於所有緊支撐連續函數f，滿足
{\displaystyle \int _{\mathbf {R} ^{n}}f(\mathbf {x} )\delta \{d\mathbf {x} \}=f(\mathbf {0} ).}
作為一個測度，n維δ函數是每個獨立變量的1維δ函數的積測度。也就是說，若x = (x1, x2, ..., xn)，則
| {\displaystyle \delta (\mathbf {x} )=\delta (x_{1})\delta (x_{2})\cdots \delta (x_{n}).} |  | 2 |

上文的1維δ分佈也存在n維推廣。儘管在物理學和工程學中應用廣泛，公式(2)還是必須小心使用，因為多個分佈的積只有在較狹窄的條件下才有良好的定義。
狄拉克測度這個概念可以定義在任何集合上。設X是集合，x0 ∈ X，Σ為X子集上的任何σ-代数，則對每個集合A ∈ Σ可以定義測度：
{\displaystyle \delta _{x_{0}}(A)={\begin{cases}1&{\text{if }}x_{0}\in A\\0&{\text{if }}x_{0}\notin A\end{cases}}}
這就是單位質量集中在x0處的狄拉克測度。
δ函數也可以推廣至微分流形，由於具有微分結構，因此能保留它作為分佈的一些性質。流形M上以x0 ∈ M為中心的δ函數可定義為以下分佈：
| {\displaystyle \delta _{x_{0}}[\varphi ]=\varphi (x_{0})} |  | 3 |

對於所有M上的緊支撐光滑實數值函數φ。一個常見的特殊情況是，M是歐幾里得空間Rn中的一個開集。
在局部緊豪斯多夫空間X中，集中在點x的狄拉克測度是對應於對緊支撐連續函數φ的Daniell積分(3)的拉東測度。推廣到這一層次，已經無法進行普通的微積分，不過仍然可以使用抽象分析中的許多工具。例如，映射{\displaystyle x_{0}\mapsto \delta _{x_{0}}}是把X嵌入到包含所有在X上的有限拉東測度的空間（具有淡拓撲）的一個連續函數。而且，X在這一嵌入下的值域的凸包，在在X上的概率測度空間中是一個稠密集。

## 性質

### 縮放與對稱
對非零純量{\displaystyle \alpha }，δ函數有以下縮放性質：
{\displaystyle \int _{-\infty }^{\infty }\delta (\alpha x)\,\mathrm {d} x=\int _{-\infty }^{\infty }\delta (u)\,{\frac {\mathrm {d} u}{|\alpha |}}={\frac {1}{|\alpha |}}}
所以
| {\displaystyle \delta (\alpha x)={\frac {\delta (x)}{\|\alpha \|}}.} |  | 4 |

δ函數是一個偶分佈，也就是說
{\displaystyle \delta (-x)=\delta (x).}
因此δ函數屬於−1階齊次函數。

### 代數性質
δ和{\displaystyle x}的分佈積等於零：
{\displaystyle x\delta (x)=0.}
相反，若{\displaystyle xf(x)=xg(x)}，其中{\displaystyle f}和{\displaystyle g}為分佈，則存在常數{\displaystyle c}使得
{\displaystyle f(x)=g(x)+c\delta (x).}

### 平移
延時δ函數的積分為：
{\displaystyle \int _{-\infty }^{\infty }f(t)\delta (t-T)\,\mathrm {d} t=f(T).}
因此δ函數有「篩選」或「採樣」的功能──可以篩選出函數在{\displaystyle t=T}的值。
可以推論，函數{\displaystyle f(t)}與延時δ函數卷積後會受到延時：
| {\displaystyle (f(t)*\delta (t-T))\,} | {\displaystyle \ {\stackrel {\mathrm {def} }{=}}\ \int _{-\infty }^{\infty }f(\tau )\delta (t-T-\tau )\,\mathrm {d} \tau }                             |
|                                       | {\displaystyle =\int \limits _{-\infty }^{\infty }f(\tau )\delta (\tau -(t-T))\,\mathrm {d} \tau } （利用(4)：{\displaystyle \delta (-x)=\delta (x)}） |
|                                       | {\displaystyle =f(t-T).} |
這必須在{\displaystyle f}是緩增分佈的前提下才會成立（見下文關於傅里葉變換的討論）。以一個特殊情況為例，有恆等式如下（把δ視為分佈）
{\displaystyle \int _{-\infty }^{\infty }\delta (\xi -x)\delta (x-\eta )\,\mathrm {d} x=\delta (\xi -\eta ).}

### 與函數的復合
更一般地來說，δ分佈可以和光滑函數{\displaystyle g(x)}復合，使得熟悉的變量更換公式成立：
{\displaystyle \int _{\mathbf {R} }\delta {\bigl (}g(x){\bigr )}f{\bigl (}g(x){\bigr )}|g'(x)|\,\mathrm {d} x=\int _{g(\mathbf {R} )}\delta (u)f(u)\,\mathrm {d} u}
條件是{\displaystyle g}為連續可微函數且處處非零。換言之，{\displaystyle \delta \circ g}作為一個分佈具有唯一的定義，使得這條恆等式對於一切緊支撐測試函數f都成立。因此，定義域必須切割開來，排除{\displaystyle g'=0}這一點。如果{\displaystyle g}處處非零，那麼此分佈滿足{\displaystyle \delta (g(x))=0}；否則如果{\displaystyle g}在{\displaystyle x_{0}}處有一個實數根，則
{\displaystyle \delta (g(x))={\frac {\delta (x-x_{0})}{|g'(x_{0})|}}.}
很自然地，對連續可微函數{\displaystyle g}，可以把{\displaystyle \delta (g(x))}「定義」為
{\displaystyle \delta (g(x))=\sum _{i}{\frac {\delta (x-x_{i})}{|g'(x_{i})|}}}
其中求和跑遍{\displaystyle g(x)}的所有根，這些根都假設為單根。比如，
{\displaystyle \delta \left(x^{2}-\alpha ^{2}\right)={\frac {1}{2|\alpha |}}{\Big [}\delta \left(x+\alpha \right)+\delta \left(x-\alpha \right){\Big ]}.}
δ分佈的廣義縮放特性，用積分寫出：
{\displaystyle \int _{-\infty }^{\infty }f(x)\,\delta (g(x))\,dx=\sum _{i}{\frac {f(x_{i})}{|g'(x_{i})|}}.}

### 在n維中的性質
δ分佈在{\displaystyle n}維空間中的縮放性質如下：
{\displaystyle \delta (\alpha \mathbf {x} )=|\alpha |^{-n}\delta (\mathbf {x} )}
從而δ是一個{\displaystyle n}階齊次分佈。δ分佈在任何鏡射和旋轉{\displaystyle \rho }下不變：
{\displaystyle \delta (\rho \mathbf {x} )=\delta (\mathbf {x} ).}
和單變量時一樣，可以唯一地定義δ與雙利普希茨函數{\displaystyle g:\mathbf {R} ^{n}\to \mathbf {R} ^{n}}的復合，使得恆等式
{\displaystyle \int _{\mathbf {R} ^{n}}\delta (g(\mathbf {x} ))\,f(g(\mathbf {x} ))\,|\det g'(\mathbf {x} )|\,\mathrm {d} \mathbf {x} =\int _{g(\mathbf {R} ^{n})}\delta (\mathbf {u} )f(\mathbf {u} )\,\mathrm {d} \mathbf {u} }
對於所有緊支撐函數{\displaystyle f}成立。
利用幾何測度論中的餘面積公式，可以定義δ函數與從一個歐幾里得空間到另一個不同維度的空間的浸沒的復合，所產生的結果是一種流。在連續可微函數{\displaystyle g:\mathbf {R} ^{n}\to \mathbf {R} ^{n}}滿足{\displaystyle g}的梯度處處非零的特殊情況下，以下恆等式成立：
{\displaystyle \int _{\mathbf {R} ^{n}}f(\mathbf {x} )\,\delta (g(\mathbf {x} ))\,\mathrm {d} \mathbf {x} =\int _{g^{-1}(0)}{\frac {f(\mathbf {x} )}{|\mathbf {\nabla } g|}}\,\mathrm {d} \sigma (\mathbf {x} )}
其中右邊的積分範圍是{\displaystyle g^{-1}(0)}，即{\displaystyle g(\mathbf {x} )=0}所定義的一個{\displaystyle (n-1)}維曲面（依閔可夫斯基容度）。這叫做單層（simple layer）積分。
更一般地來說，若{\displaystyle S}是{\displaystyle \mathbf {R} ^{n}}中的光滑超曲面，則可以把{\displaystyle S}聯繫到在{\displaystyle S}上對任何緊支撐光滑函數{\displaystyle g}積分的分佈：
{\displaystyle \delta _{S}[g]=\int _{S}g(\mathbf {s} )\,\mathrm {d} \sigma (\mathbf {s} )}
其中{\displaystyle \sigma }是聯繫到{\displaystyle S}的超曲面測度。這種推廣與{\displaystyle S}上的單層位勢的位勢論相關。設{\displaystyle D}是{\displaystyle \mathbf {R} ^{n}}中具有光滑邊緣{\displaystyle S}的區域，則{\displaystyle \delta _{S}}等於{\displaystyle D}的指示函數的（分佈意義上的）法向導數：
{\displaystyle -\int _{\mathbf {R} ^{n}}g(\mathbf {x} )\,{\frac {\partial 1_{D}(\mathbf {x} )}{\partial n}}\;\mathrm {d} \mathbf {x} =\int _{S}\,g(\mathbf {s} )\;\mathrm {d} \sigma (\mathbf {s} ),}
其中{\displaystyle n}是向外法線。

## 傅里葉變換
δ函數屬於緩增函數，所以擁有良好定義的傅里葉變換。正式地說，（在一些傅里葉變換慣例下）有
{\displaystyle {\hat {\delta }}(\xi )=\int _{-\infty }^{\infty }e^{-2\pi ix\xi }\delta (x)\,dx=1.}
一個分佈的傅里葉變換的定義是，在緩增分佈與速降函數的對偶配對{\displaystyle \langle \cdot ,\cdot \rangle }下，要求傅里葉變換是自伴的。從而，{\displaystyle {\hat {\delta }}}定義為滿足以下條件的唯一緩增分佈：
{\displaystyle \langle {\hat {\delta }},\varphi \rangle =\langle \delta ,{\hat {\varphi }}\rangle }
對於一切速降函數φ。從此可推導，的確{\displaystyle {\hat {\delta }}=1}。
這條恆等式意味著，δ函數與任何其他緩增分佈S的卷積即等於S：
{\displaystyle S*\delta =S.}
這意味著，δ是緩增分佈上的卷積的單位元。而且，在卷積下的緊支撐分佈空間是一個以δ函數為單位元的結合代數。這在訊號處理應用中尤其重要，因為與緩增分佈的卷積屬於線性非時變系統，而基於δ函數的線性非時變系統可以測量該緩增分佈的脈衝響應。只要對δ作適當的近似，就可以以任意要求的程度算出脈衝響應。一旦知道脈衝響應，就能完全描述整個系統的特征。詳見線性非時變系統理論：脈衝響應和卷積。
緩增函數f(ξ) = 1的反傅里葉變換等於δ函數。更正式地表達，
{\displaystyle \int _{-\infty }^{\infty }1\cdot e^{2\pi ix\xi }\,d\xi =\delta (x).}
更嚴謹地來說，有
{\displaystyle \langle 1,f^{\vee }\rangle =f(0)=\langle \delta ,f\rangle }
對於一切速降函數f。
這樣，δ函數暗示著在R上的傅里葉核的正交性，即：
{\displaystyle \int _{-\infty }^{\infty }e^{i2\pi \xi _{1}t}\left[e^{i2\pi \xi _{2}t}\right]^{*}\,dt=\int _{-\infty }^{\infty }e^{-i2\pi (\xi _{2}-\xi _{1})t}\,dt=\delta (\xi _{2}-\xi _{1}).}
換句話說，緩增分佈
{\displaystyle f(t)=e^{i2\pi \xi _{1}t}}
的傅里葉變換是
{\displaystyle {\hat {f}}(\xi _{2})=\delta (\xi _{1}-\xi _{2}).}
這同樣可以通過對傅里葉變換要求自伴性而得出。
利用傅里葉變換的解析延拓，可以得出δ函數的拉普拉斯變換：
{\displaystyle \int _{0}^{\infty }\delta (t-a)e^{-st}\,dt=e^{-sa}.}

## 分佈導數
狄拉克δ分佈的分佈導數是一個分佈δ′，它對於所有緊支撐光滑測試函數φ定義為
{\displaystyle \delta '[\varphi ]=-\delta [\varphi ']=-\varphi '(0).}
此處第一個等號類似於分部積分，因為若δ是個真正的函數，則
{\displaystyle \int _{-\infty }^{\infty }\delta '(x)\varphi (x)\,dx=-\int _{-\infty }^{\infty }\delta (x)\varphi '(x)\,dx.}
δ的k階導數的定義大同小異，對任何測試函數φ，
{\displaystyle \delta ^{(k)}[\varphi ]=(-1)^{k}\varphi ^{(k)}(0).}
從而δ是個無限可微分佈。
δ函數的一階微分是差商
{\displaystyle \delta '(x)=\lim _{h\to 0}{\frac {\delta (x+h)-\delta (x)}{h}}}
的分佈極限。更準確地說，有
{\displaystyle \delta '=\lim _{h\to 0}{\frac {1}{h}}(\tau _{h}\delta -\delta )}
其中τh是平移算子，對於函數的定義是τhφ(x) = φ(x + h)，而對於分佈S的定義是
{\displaystyle (\tau _{h}S)[\varphi ]=S[\tau _{-h}\varphi ].}
在電磁學中，δ函數的一階導數代表一個位於原點的點磁偶極，因此也稱為「偶極」或偶函數。
δ函數的導數滿足一些基本性質，包括：
{\displaystyle {\begin{aligned}&{\frac {d}{dx}}\delta (-x)={\frac {d}{dx}}\delta (x)\\[8pt]&\delta '(-x)=-\delta '(x)\\[8pt]&x\delta '(x)=-\delta (x).\end{aligned}}}
這些性質都可以通過對測試函數積分，並運用分部積分法推導而出。
另外，δ′與緊支撐光滑測試函數f的卷積為
{\displaystyle \delta '*f=\delta *f'=f',}
這來自卷積的分佈導數的性質。

### 更高維度
更一般地說，在n維歐幾里得空間Rn中的開集U上，以點a ∈ U為中心的狄拉克δ分佈定義為
{\displaystyle \delta _{a}[\varphi ]=\varphi (a)}
對於一切φ ∈ S(U)，其中S(U)是所有U上的緊支撐光滑函數的空間。若α = (α1, ..., αn)是任何多重指標，而∂α表示相關的混合偏導數算子，則δa的α階導數∂αδa是
{\displaystyle \left\langle \partial ^{\alpha }\delta _{a},\varphi \right\rangle =(-1)^{|\alpha |}\left\langle \delta _{a},\partial ^{\alpha }\varphi \right\rangle =\left.(-1)^{|\alpha |}\partial ^{\alpha }\varphi (x)\right|_{x=a}}
對於一切φ ∈ S(U)。也就是說，δa的α階導數是個分佈，它在任何測試函數φ的值等於φ在點a的α階導數（加上合適的正負號）。
δ函數的一階偏導數可以視為沿著坐標平面的雙層。更一般地來講，支撐在一個曲面上的單層的法向導數是在該曲面上的雙層，並表示一個層磁單極。δ函數的更高階導數，在物理學裡稱為多極。
高階導數很自然地能夠建構具有單元素支撐集的分佈的完整結構。若S是任何在U上、支撐集為一個點{a}的分佈，那麼存在整數m和一組係數cα，使得
{\displaystyle S=\sum _{|\alpha |\leq m}c_{\alpha }\partial ^{\alpha }\delta _{a}.}

## δ函數的表示
δ函數可以視為一個函數序列的極限：
{\displaystyle \delta (x)=\lim _{\varepsilon \to 0^{+}}\eta _{\varepsilon }(x),\,}
其中ηε(x)有時稱為初生δ函數。這一極限是個弱極限：對於一切緊支撐連續函數f，有
| {\displaystyle \lim _{\varepsilon \to 0^{+}}\int _{-\infty }^{\infty }\eta _{\varepsilon }(x)f(x)\,dx=f(0)\ } |  | 5 |

或者，這個極限對於一切緊支撐光滑函數f都存在。這兩種不同的弱收斂模式往往有十分微妙的差異，前者是依測度的淡拓撲收斂，而後者則是分佈的收斂。

### 對單位元的近似
通常一個初生δ函數ηε可以如下建構。設η是一個R上的總積分為1的絕對可積函數，並定義
{\displaystyle \eta _{\varepsilon }(x)=\varepsilon ^{-1}\eta \left({\frac {x}{\varepsilon }}\right).}
在n維當中，改用以下縮放
{\displaystyle \eta _{\varepsilon }(x)=\varepsilon ^{-n}\eta \left({\frac {x}{\varepsilon }}\right).}
在簡單的變量更換之後，可見ηε的積分同樣等於1。不難證明，(5)對於一切連續緊支撐函數f都成立，從而ηε作為一個測度向δ弱收斂。
這樣建構的ηε叫做對單位元的近似，因為包含所有絕對可積函數的空間L1(R)在函數卷積這一作用下閉合：f ∗ g ∈ L1(R)，當f和g都屬於L1(R)。然而，L1(R)在卷積下並沒有單位元：沒有任何元素h使得f ∗ h = f對於所有f都成立。但序列ηε仍然能夠近似這種單位元，就是說
{\displaystyle f*\eta _{\varepsilon }\to f\quad {\rm {{as\ }\varepsilon \to 0.}}}
在平均收斂（即L1中的收斂）下，此極限存在。要確保幾乎處處點收斂，還需要對ηε加上更多的前提，比如它必須是對應於一個緊支撐函數的柔化函數。
如果最初的η = η1本身已經是光滑的而且具有緊支撐，那麼整個序列就叫做柔化序列。標準柔化序列可以通過選擇某個適當歸一化的脈衝函數η來定義，例如
{\displaystyle \eta (x)={\begin{cases}e^{-{\frac {1}{1-|x|^{2}}}}&{\text{ if }}|x|<1\\0&{\text{ if }}|x|\geq 1.\end{cases}}}
在數值分析等的一些情況下，以分段線性函數對單位元進行近似會更加有用。可以定義η1是一個三角形函數，然後有
{\displaystyle \eta _{\varepsilon }(x)=\varepsilon ^{-1}\max \left(1-\left|{\frac {x}{\varepsilon }}\right|,0\right)}
它們全部都是連續的且具有緊支撐，但不是光滑的，從而也不是柔化函數。

### 概率論
在概率論中，很自然地會加入一項額外條件，亦即要求對單位元近似的初始η1是正的，因為這樣它就會代表一個概率分佈。有時需要和概率分佈來卷積的原因是，輸出值是輸入值的凸組合，因此處於最高與最低輸入值之間，從而能夠避免過衝或下衝。取η1為任何隨意的概率分佈，並如上設ηε(x) = η1(x/ε)/ε，就可以取得對單位元的近似。此外，如果η的平均值為0，且更高矩較小，那麼序列就會向δ函數收斂得更快。比如，設η1是[−1/2, 1/2]上的均勻分佈，即矩形函數，則：
{\displaystyle \eta _{\varepsilon }(x)={\frac {1}{\varepsilon }}\ {\textrm {rect}}\left({\frac {x}{\varepsilon }}\right)={\begin{cases}{\frac {1}{\varepsilon }},&-{\frac {\varepsilon }{2}}<x<{\frac {\varepsilon }{2}}\\0,&{\text{otherwise}}.\end{cases}}}
又以維格納半圓分布舉例，
{\displaystyle \eta _{\varepsilon }(x)={\begin{cases}{\frac {2}{\pi \varepsilon ^{2}}}{\sqrt {\varepsilon ^{2}-x^{2}}},&-\varepsilon <x<\varepsilon \\0,&{\text{otherwise}}\end{cases}}}
這是連續的，且具有緊支撐，但因為不是光滑的，所以也不是柔化函數。

### 半群
初生δ函數往往以卷積半群的身份出現。這相等於另加一個條件──ηε與ηδ的卷積必須滿足
{\displaystyle \eta _{\varepsilon }*\eta _{\delta }=\eta _{\varepsilon +\delta }}
對於所有ε和δ > 0。L1中形成初生δ函數的卷積半群一定是對單位元的近似（用上式的意思），但半群設下了限制性頗強的條件。
在實踐當中，對單位元的半群近似出現在物理學所啟發的橢圓型和拋物型偏微分方程中，作為基本解或格林函數。在應用數學中，半群是線性非時變系統的輸出。抽象地來說，若A是一個作用在x的函數上的線性算子，則在對初值問題求解時會出現卷積半群：
{\displaystyle {\begin{cases}{\frac {\partial }{\partial t}}\eta (t,x)=A\eta (t,x),\quad t>0\\\displaystyle \lim _{t\to 0^{+}}\eta (t,x)=\delta (x)\end{cases}}}
其中極限同樣是弱極限。設ηε(x) = η(ε, x)，得出相關的初生δ函數。
下面將列出若干有物理意義的、在此類基本解中所出現的卷積半群。
熱核
熱核，定義是
{\displaystyle \eta _{\varepsilon }(x)={\frac {1}{\sqrt {2\pi \varepsilon }}}\mathrm {e} ^{-{\frac {x^{2}}{2\varepsilon }}}}
代表的是一條無限長絲在t > 0時的溫度，如果在t = 0時在原點處儲藏了一個單位的熱能。此半群依照一維熱傳導方程式演變：
{\displaystyle {\frac {\partial u}{\partial t}}={\frac {1}{2}}{\frac {\partial ^{2}u}{\partial x^{2}}}.}
在概率論中，ηε(x)是一個平均值為0、方差為ε的正態分佈。它代表了一個粒子從原點開始，作標準布朗運動，在t = ε這一刻的概率密度函數。在這種情況下，半群條件也就體現了布朗運動的馬可夫性質。
在高維歐幾里得空間Rn中，熱核等於
{\displaystyle \eta _{\varepsilon }={\frac {1}{(2\pi \varepsilon )^{n/2}}}\mathrm {e} ^{-{\frac {x\cdot x}{2\varepsilon }}},}
並且在作必要的修改後有著相同的物理解釋。而且，當ε → 0，ηε → δ，因此它也代表了一個初生δ函數。
帕松核
帕松核
{\displaystyle \eta _{\varepsilon }(x)={\frac {1}{\pi }}{\frac {\varepsilon }{\varepsilon ^{2}+x^{2}}}=\int _{-\infty }^{\infty }\mathrm {e} ^{2\pi \mathrm {i} \xi x-|\varepsilon \xi |}\;d\xi }
是拉普拉斯方程在上半平面中的基本解。它代表了一個半無限平板在邊緣的電勢固定為δ函數時的電勢。帕松核也和柯西分佈有緊密的聯繫。半群根據以下方程演變：
{\displaystyle {\frac {\partial u}{\partial t}}=-\left(-{\frac {\partial ^{2}}{\partial x^{2}}}\right)^{\frac {1}{2}}u(t,x)}
其中的算子嚴謹地定義為傅里葉乘數
{\displaystyle {\mathcal {F}}\left[\left(-{\frac {\partial ^{2}}{\partial x^{2}}}\right)^{\frac {1}{2}}f\right](\xi )=|2\pi \xi |{\mathcal {F}}f(\xi ).}

### 震蕩積分
在波動力學等物理範疇中，須要解不少雙曲型偏微分方程，而這些方程有更多的奇異解。因此，從相關的柯西問題的基本解所產生的初生δ函數，一般都是震蕩積分。例如，從穿音速氣體動力學的歐拉-特里科米方程的解，取得歸一化艾里函數
{\displaystyle \varepsilon ^{-{\frac {1}{3}}}\operatorname {Ai} \left(x\varepsilon ^{-{\frac {1}{3}}}\right).}
雖然用的是傅里葉變換，但是不難看到，這從某種意義上產生了一個半群，只不過由於它不是絕對可積的，所以無法從上文更強的意義來定義半群。許多用振蕩積分來建構的初生δ函數，只能從分佈意義上收斂（見下文的例子狄利克雷核），而不能從測度意義上收斂。
另一個例子是R1+1中的波動方程式的柯西問題：
{\displaystyle {\begin{aligned}c^{-2}{\frac {\partial ^{2}u}{\partial t^{2}}}-\Delta u&=0\\u=0,\quad {\frac {\partial u}{\partial t}}=\delta &\qquad {\text{for }}t=0.\end{aligned}}}
解u代表了一條具有無限彈性的弦，一開始在原點處受到擾動後，距離平衡的位移程度。
其他同類的對單位元的近似還包括，廣泛應用於電子和電訊中的sinc函數
{\displaystyle \eta _{\varepsilon }(x)={\frac {1}{\pi x}}\sin \left({\frac {x}{\varepsilon }}\right)={\frac {1}{2\pi }}\int _{-{\frac {1}{\varepsilon }}}^{\frac {1}{\varepsilon }}\cos(kx)\;dk}
以及貝塞爾函數
{\displaystyle \eta _{\varepsilon }(x)={\frac {1}{\varepsilon }}J_{\frac {1}{\varepsilon }}\left({\frac {x+1}{\varepsilon }}\right).}

### 平面波分解
要對線性偏微分方程
{\displaystyle L[u]=f}
求解，其中L是Rn上的一個微分算子，可以先取得基本解，即對以下方程求解：
{\displaystyle L[u]=\delta .}
當L相對簡單的時候，通常直接利用傅里葉變換就可以求解（如上文提到的帕松核和熱核）。如果算子比較複雜，可以先考慮更簡單的方程
{\displaystyle L[u]=h}
其中h是一個平面波函數，意思是對於某向量ξ，有
{\displaystyle h=h(x\cdot \xi )}
這樣的方程可以用柯西-柯瓦列夫斯卡婭定理求解（如果L的係數是解析函數），或者用求積法求解（如果L的係數是常數）。所以，如果δ函數能夠分解成平面波的話，理論上就能取得線性偏微分方程的解。
對δ函數進行平面波分解的方法，最早是約翰·拉東（Johann Radon）所發展的一套通用技巧之一，之後由弗瑞茲·約翰進一步發展至這種形式（1955）。選擇k，使得n + k是一個偶整數；對於實數s，定義
{\displaystyle g(s)=\operatorname {Re} \left[{\frac {-s^{k}\log(-is)}{k!(2\pi i)^{n}}}\right]={\begin{cases}{\frac {|s|^{k}}{4k!(2\pi i)^{n-1}}}&n{\text{ odd}}\\&\\-{\frac {|s|^{k}\log |s|}{k!(2\pi i)^{n}}}&n{\text{ even.}}\end{cases}}}
要取得δ，對g(x · ξ)相對球體測度dω積分，再對積分施用拉普拉斯算子的冪，其中ξ屬於單位球面Sn−1：
{\displaystyle \delta (x)=\Delta _{x}^{\frac {n+k}{2}}\int _{S^{n-1}}g(x\cdot \xi )\,d\omega _{\xi }.}
此處的拉普拉斯算子理解為弱導數，所以上式的意思是，對於任何測試函數φ，
{\displaystyle \varphi (x)=\int _{\mathbf {R} ^{n}}\varphi (y)\,dy\,\Delta _{x}^{\frac {n+k}{2}}\int _{S^{n-1}}g((x-y)\cdot \xi )\,d\omega _{\xi }.}
這一結果來自牛頓位勢公式（牛頓位勢是帕松方程的基本解）。這實際上是拉東變換的逆轉公式，因為它能夠從φ(x)在超曲面上的積分取回φ(x)的值。例如，若n是奇數，而k = 1，則右邊的積分等於
{\displaystyle c_{n}\Delta _{x}^{\frac {n+1}{2}}\int \int _{S^{n-1}}\varphi (y)|(y-x)\cdot \xi |\,d\omega _{\xi }\,dy=c_{n}\Delta _{x}^{\frac {n+1}{2}}\int _{S^{n-1}}\,d\omega _{\xi }\int _{-\infty }^{\infty }|p|R\varphi (\xi ,p+x\cdot \xi )\,dp}
其中Rφ(ξ, p)是φ的拉東變換：
{\displaystyle R\varphi (\xi ,p)=\int _{x\cdot \xi =p}f(x)\,d^{n-1}x.}
平面波分解的另一個等價表達式是（Gelfand & Shilov 1966–1968，I, §3.10）
{\displaystyle \delta (x)={\frac {(n-1)!}{(2\pi i)^{n}}}\int _{S^{n-1}}(x\cdot \xi )^{-n}\,d\omega _{\xi }}
對於偶數n，且
{\displaystyle \delta (x)={\frac {1}{2(2\pi i)^{n-1}}}\int _{S^{n-1}}\delta ^{(n-1)}(x\cdot \xi )\,d\omega _{\xi }}
對於奇數n。

### 傅里葉核
在對傅里葉級數的研究當中，一個重要的問題是須要判斷，和某週期函數相關的傅里葉級數是否收斂到該函數，以及從何種意義上收斂。週期為2π的函數f的傅里葉級數的第n部分和，定義是與狄利克雷核在區間[−π,π]上的卷積：
{\displaystyle D_{N}(x)=\sum _{n=-N}^{N}e^{inx}={\frac {\sin \left((N+{\tfrac {1}{2}})x\right)}{\sin(x/2)}}.}
因此
{\displaystyle s_{N}(f)(x)=D_{N}*f(x)=\sum _{n=-N}^{N}a_{n}e^{inx}}
其中
{\displaystyle a_{n}={\frac {1}{2\pi }}\int _{-\pi }^{\pi }f(y)e^{-iny}\,dy.}
傅里葉級數的一個基礎結果說明，當N → ∞，狄利克雷核趨向於δ函數的倍數。收斂指的是從分佈意義上的收斂，即
{\displaystyle s_{N}(f)(0)=\int _{\mathbf {R} }D_{N}(x)f(x)\,dx\to 2\pi f(0)}
對於一切緊支撐光滑函數f。從而，在區間[−π,π]上有
{\displaystyle \delta (x)={\frac {1}{2\pi }}\sum _{n=-\infty }^{\infty }e^{inx}.}
儘管如此，但這並不對所有緊支撐連續函數成立，換言之，DN從測度意義上並不弱收斂。鑒於傅里葉級數無法收斂，因此數學家建立了各種可和性方法來達到收斂。從切薩羅求和法發展出費耶核
{\displaystyle F_{N}(x)={\frac {1}{N}}\sum _{n=0}^{N-1}D_{n}(x)={\frac {1}{N}}\left({\frac {\sin {\frac {Nx}{2}}}{\sin {\frac {x}{2}}}}\right)^{2}.}
費耶核從一種更強的意義向δ函數收斂：
{\displaystyle \int _{\mathbf {R} }F_{N}(x)f(x)\,dx\to 2\pi f(0)}
對於一切緊支撐連續函數f。結果是，所有連續函數的傅里葉級數在每一點上都是切薩羅可和的，且和的值等於該函數的值。

### 希爾伯特空間理論
狄拉克δ分佈是在包含所有平方可積函數的希爾伯特空間L2上所稠密定義的一個無界線性泛函。緊支撐光滑函數在L2中是一個稠密集，且δ分佈對於緊支撐光滑函數有良好定義。在許多應用中，可以對L2的某個子空間賦予更強的拓撲，使得δ函數能夠定義一個有界線性算子。
索伯列夫空間
索伯列夫嵌入定理應用在實數線R上的索伯列夫空間上時，意味著任何平方可積函數f，只要滿足
{\displaystyle \|f\|_{H^{1}}^{2}=\int _{-\infty }^{\infty }|{\hat {f}}(\xi )|^{2}(1+|\xi |^{2})\,d\xi <\infty }
就必定是連續的，而且滿足
{\displaystyle \delta [f]=|f(0)|<C\|f\|_{H^{1}}.}
從而δ是一個在索伯列夫空間H1上的有界線性泛函。另一個等價的說法是，δ是H1的連續對偶空間H−1的元素。更一般地說，在n維中，有δ ∈ H−s(Rn)，條件是s > n / 2。

#### 全純函數空間
在複分析中，δ函數出現在柯西積分公式中，公式說明，若D是複數平面上一個具有光滑邊緣的域，則
{\displaystyle f(z)={\frac {1}{2\pi i}}\oint _{\partial D}{\frac {f(\zeta )\,d\zeta }{\zeta -z}},\quad z\in D}
對於一切在D的閉包內連續的全純函數。從而，對於此類全純函數，δ函數δz可以以柯西積分表示：
{\displaystyle \delta _{z}[f]=f(z)={\frac {1}{2\pi i}}\oint _{\partial D}{\frac {f(\zeta )\,d\zeta }{\zeta -z}}.}
更一般地來說，設H2(∂D)是一個哈代空間，它是所有在D中直到D的邊緣都是連續的全純函數，在L2(∂D)中的凸包。H2(∂D)中的函數可以唯一地延續成D上的全純函數，而且柯西積分公式仍然成立。特別是對於z ∈ D，δ函數δz是一個H2(∂D)上的連續線性泛函。這是多複數變量函數中的特殊情況：對於光滑域D，塞格核代替了柯西積分的角色。

#### 單位分解
在可分希爾伯特空間中，給定一個由函數{φn}組成的標準正交基（如一個緊自伴算子的歸一化特徵向量），那麼任何向量f都可以表達成：
{\displaystyle f=\sum _{n=1}^{\infty }\alpha _{n}\varphi _{n}.}
係數{αn}可以如下得出：
{\displaystyle \alpha _{n}=\langle \varphi _{n},f\rangle ,}
也可以寫為
{\displaystyle \alpha _{n}=\varphi _{n}^{\dagger }f,}
這是狄拉克符號的一種。在這種寫法下，f以並矢方式展開：
{\displaystyle f=\sum _{n=1}^{\infty }\varphi _{n}\left(\varphi _{n}^{\dagger }f\right).}
設I是該希爾伯特空間上的恆等算子，則表達式
{\displaystyle I=\sum _{n=1}^{\infty }\varphi _{n}\varphi _{n}^{\dagger }}
稱為單位分解。當希爾伯特空間是L2(D)，包含所有在域D上的平方可積函數，那麼
{\displaystyle \varphi _{n}\varphi _{n}^{\dagger }}
就是一個積分算子，而f可以重新表達為：
{\displaystyle f(x)=\sum _{n=1}^{\infty }\int _{D}\,\left(\varphi _{n}(x)\varphi _{n}^{*}(\xi )\right)f(\xi )\,d\xi .}
右邊的級數是在L2當中向f收斂。就算f是連續函數，點收斂極限也不一定存在。儘管如此，往往可以濫用符號，寫
{\displaystyle f(x)=\int \,\delta (x-\xi )f(\xi )\,d\xi ,}
如此來表示δ函數：
{\displaystyle \delta (x-\xi )=\sum _{n=1}^{\infty }\varphi _{n}(x)\varphi _{n}^{*}(\xi ).}
在適當的裝備希爾伯特空間(Φ, L2(D), Φ*)中，其中Φ ⊂ L2(D)包含所有緊支撐光滑函數，視乎基φn的性質，上方的級數有可能在Φ*中收斂。在大多數實際情況下，標準正交基來自於某個積分或微分算子，這時候級數會從分佈的意義上收斂。

### 無限小δ函數
1827年柯西在若干論文中寫下無限高、無限窄的函數時，用到了一個無限小數α，使得函數δα滿足
{\displaystyle \int F(x)\delta _{\alpha }(x)=F(0).}
他（以及拉扎爾·卡諾）把無限小數定義為一個趨向於零的序列。
非標準分析能夠嚴謹地處理無限小數。利用超實數的語言，狄拉克δ函數可以用含有無限小數的延伸實數來表達，詳見Yamashita (2007)論文所列出的相關書目。這樣定義的δ函數是真正意義上的函數，使得對於每個實函數F，都有
{\displaystyle \int F(x)\delta _{\alpha }(x)=F(0),}
結果與傅里葉和柯西用別的語言所表達的一樣。

## 狄拉克梳子

狄拉克梳子是無限個相距T的δ函數

由一系列狄拉克測度組成的均勻脈衝串叫做狄拉克梳子，亦以西里爾字母Ш相形稱為Ш分佈，是一個取樣函數，常用在數碼訊號處理和離散時間訊號分析中。狄拉克梳子是許多單個δ函數的無限和，和的極限是分佈意義上的極限：
{\displaystyle \Delta (x)=\sum _{n=-\infty }^{\infty }\delta (x-n),}
這可以理解為，在每個整數處都有一個單位質點。
狄拉克梳子是其自身的傅里葉變換（或乘以某個歸一常數）。其重要性在於，若f是速降函數，則f在週期化後的結果以以下卷積表示：
{\displaystyle (f*\Delta )(x)=\sum _{n=-\infty }^{\infty }f(x-n).}
特別有，
{\displaystyle (f*\Delta )^{\wedge }={\hat {f}}{\widehat {\Delta }}={\hat {f}}\Delta ,}
這正是帕松求和公式。

## 索霍茨基-魏爾斯特拉斯定理
索霍茨基-魏爾斯特拉斯定理是量子力學中重要的定理，它把δ函數和分佈p.v.1/x聯繫起來，後者是函數1/x的柯西主值，定義是
{\displaystyle \left\langle \operatorname {p.v.} {\frac {1}{x}},\varphi \right\rangle =\lim _{\varepsilon \to 0^{+}}\int _{|x|>\varepsilon }{\frac {\varphi (x)}{x}}\,dx.}
索霍茨基公式說明，
{\displaystyle \lim _{\varepsilon \to 0^{+}}{\frac {1}{x\pm i\varepsilon }}=\operatorname {p.v.} {\frac {1}{x}}\mp i\pi \delta (x),}
此處的極限是分佈意義上的極限，就是說對於一切緊支撐光滑函數f，
{\displaystyle \lim _{\varepsilon \to 0^{+}}\int _{-\infty }^{\infty }{\frac {f(x)}{x\pm i\varepsilon }}\,dx=\mp i\pi f(0)+\lim _{\varepsilon \to 0^{+}}\int _{|x|>\varepsilon }{\frac {f(x)}{x}}\,dx.}

## 與克羅內克δ函數的關係
克羅內克δ函數δij的定義是，
{\displaystyle \delta _{ij}={\begin{cases}1&i=j\\0&i\not =j\end{cases}}}
對於所有整數i、j。它滿足以下的篩選性質：若{\displaystyle (a_{i})_{i\in \mathbf {Z} }}是一個兩頭無限的序列，則
{\displaystyle \sum _{i=-\infty }^{\infty }a_{i}\delta _{ik}=a_{k}.}
這和狄拉克δ函數的篩選性質十分相似：對於任何R上的實函數或複函數f，有
{\displaystyle \int _{-\infty }^{\infty }f(x)\delta (x-x_{0})\,dx=f(x_{0}).}
也就是說，克羅內克δ函數可以看作是與狄拉克δ函數對應的離散函數。

## 應用

### 概率論
在概率論和統計學中，狄拉克函數往往以概率密度函數的身份，來代表一個離散分佈或部分離散、部分連續的分佈（概率密度函數一般只用作描述完全連續分佈）。例如，設一組點x = {x1, ..., xn}，對應概率為p1, ..., pn；由這些點所組成的離散分佈的概率密度函數可以寫作
{\displaystyle f(x)=\sum _{i=1}^{n}p_{i}\delta (x-x_{i}).}
又舉一例，設一個分佈，其中十分之六的情況下輸出標準正態分佈，而十分之四的情況下輸出單個數值3.5，這是一個部分連續、部分離散的混合分佈。其密度函數是
{\displaystyle f(x)=0.6\,{\frac {1}{\sqrt {2\pi }}}e^{-{\frac {x^{2}}{2}}}+0.4\,\delta (x-3.5).}
也可以以完全不同的方法，用δ函數表示擴散過程（如布朗運動）中的局部時。一個隨機過程的局部時的表達式為
{\displaystyle \ell (x,t)=\int _{0}^{t}\delta (x-B(s))\,ds}
這代表了該過程在某特定區間內，在點x所花的時間。更準確地說，當只有一個維度時，上面的積分可以寫成
{\displaystyle \ell (x,t)=\lim _{\varepsilon \to 0^{+}}{\frac {1}{2\varepsilon }}\int _{0}^{t}\mathbf {1} _{[x-\varepsilon ,x+\varepsilon ]}(B(s))\,ds}
其中1[x−ε, x+ε]是區間[x−ε, x+ε]的指示函數。

### 量子力學
以下舉一個例子，展示δ函數如何在量子力學中派上用場。一個粒子的波函數所給出的，是粒子出現在特定空間範圍內的機率幅。波函數假定屬於希爾伯特空間L2（平方可積函數空間），且粒子在某空間範圍內出現的總概率，等於波函數的絕對值平方在該範圍內的積分。一組波函數{φn}叫做標準正交，如果
{\displaystyle \langle \varphi _{n}|\varphi _{m}\rangle =\delta _{nm}}
其中δ指的是克羅內克δ函數，而不是狄拉克δ函數。一組標準正交波函數叫做在平方可積函數空間中完備，如果任何波函數ψ都可以表達為一些φn的線性組合：
{\displaystyle \psi =\sum c_{n}\varphi _{n},}
其中{\displaystyle c_{n}=\langle \varphi _{n}|\psi \rangle }。量子力學中的哈密頓算符量度的是（束縛態的）能級，而算符的所有本徵函數正正就組成了波函數完備標準正交系統，每個本徵函數所對應的特徵值等於能量值。這組能量值叫做這個哈密爾頓算符的光譜。利用狄拉克符號（如上），上式所表達的就是單位分解：
{\displaystyle I=\sum |\varphi _{n}\rangle \langle \varphi _{n}|.}
此處，特徵值都是離散的，但一個可觀察量的特徵值也可以是連續的，就如位置算符Qψ(x) = xψ(x)。位置（在一維當中）的光譜是整條實數線，所以稱作連續光譜。不過，和哈密頓算符不同的是，位置算符並沒有正式的本徵函數。為了解決這一困局，通常會擴大所允許使用的函數，從普通的函數到所有分佈。換言之，量子力學的希爾伯特空間要由合適的裝備希爾伯特空間取代。這樣一來，位置算符就有了一套完備的本徵分佈，對應於實數線上的每個點y：
{\displaystyle \varphi _{y}(x)=\delta (x-y).}
位置的本徵函數（分佈）用狄拉克符號記作{\displaystyle \varphi _{y}=|y\rangle }，亦稱為位置本徵態。
這種處理方法同樣可以應用於動量算符，以及一切希爾伯特空間上的自伴無界算子P，前提是P具有連續光譜，且不存在退化特徵值。更確切地說，有一個實數的子集Ω（即算子的光譜）和一組分佈φy，對應於Ω的每個元素y，使得
{\displaystyle P\varphi _{y}=y\varphi _{y}.}
也就是說，φy是P的特征向量（本徵分佈）。如果這些特征向量（作為分佈）都滿足歸一化條件：
{\displaystyle \langle \varphi _{y},\varphi _{y'}\rangle =\delta (y-y'),}
那麼對於一切測試函數ψ，就有
{\displaystyle \psi (x)=\int _{\Omega }c(y)\varphi _{y}(x)\,dy}
其中
{\displaystyle c(y)=\langle \psi ,\varphi _{y}\rangle .}
此處所得出的單位分解和離散的情況比較，有相似之處：
{\displaystyle I=\int _{\Omega }|\varphi _{y}\rangle \,\langle \varphi _{y}|\,dy}
其中以算子為值的積分同樣理解為弱積分。若P的光譜同時含有連續和離散部分，則它的單位分解須包含跑遍所有離散態的和，再加上跑遍所有連續態的積分。
δ函數在量子力學中還有眾多特殊應用，例如δ位勢阱。

### 結構力學
在結構力學中，δ函數可以用來描述結構上的瞬時荷載或點荷載。一個諧振子在t=0時突然受到衝量為I的力的衝擊，其演變可以如下描述：
{\displaystyle m{\frac {\mathrm {d} ^{2}\xi }{\mathrm {d} t^{2}}}+k\xi =I\delta (t),}
其中m是質量，ξ是撓度，而k是彈簧常數。
根據歐拉﹣伯努力理論，一條細長的樑的靜力負荷撓度是
{\displaystyle EI{\frac {\mathrm {d} ^{4}w}{\mathrm {d} x^{4}}}=q(x),}
其中EI是樑的彎曲剛度，w是撓度，x是空間坐標，而q(x)則是負荷分佈。如果棟樑在x = x0處受到點力F的負荷，那麼負荷分佈可以寫作
{\displaystyle q(x)=F\delta (x-x_{0}).}
由於δ函數的積分是黑維塞階躍函數，因此細長棟樑在多個點受到點力負荷時的靜力負荷撓度，可以用一組分段多項式來表示。
δ函數還可以描述作用在一條樑上的點彎矩。設兩個相距d的相反方向的點力F，它們在棟樑上所產生的彎矩為M = Fd。在保持M不變的情況下，使d趨向於零。假設所產生的彎矩位於x = 0，方向是順時針，那麼對棟樑的負荷分佈就是
{\displaystyle {\begin{aligned}q(x)&=\lim _{d\to 0}{\Big (}F\delta (x)-F\delta (x-d){\Big )}\\&=\lim _{d\to 0}\left({\frac {M}{d}}\delta (x)-{\frac {M}{d}}\delta (x-d)\right)\\&=M\lim _{d\to 0}{\frac {\delta (x)-\delta (x-d)}{d}}\\&=M\delta '(x).\end{aligned}}}
因此點彎矩可以用δ函數的導數來描述。對棟樑方程積分，得出的撓度一樣是分段多項式。

## 脚注

### 引註
1. ↑  Dirac 1958，第58頁，§15 The δ function.
2. ↑  Gelfand & Shilov 1966，Volume I, §§1.1, 1.3.
3. 1 2  Schwartz 1950，第3頁.
4. ↑  Arfken & Weber 2000，第84頁.
5. ↑  Vladimirov 1971，§5.1.
6. ↑  Duistermaat & Kolk 2010，第37–38頁.
7. 1 2  Bracewell 1986，Chapter 5.
8. ↑  Bartle 1995，第xii+179頁.
9. ↑  Dennis & Warren 2009，第230頁，chapter 4.5.
10. ↑  Fourier 1822，第408頁.
11. ↑  Komatsu 2002，第200頁.
12. ↑  Myint-U. & Debnath 2007，第4頁.
13. ↑  Debnath & Bhatta 2007，第2頁.
14. ↑  Grattan-Guinness 2009，第653頁.
15. ↑  Mitrović & Žubrinić 1998，第62頁.
16. ↑  Kracht & Kreyszig 1989，第553頁.
17. ↑  Laugwitz 1989，第230頁.
18. 1 2  Dirac 1958，§15.
19. ↑  Gelfand & Shilov 1966，Volume I, §1.1, p. 1.
20. 1 2  Rudin 1991，§1.20.
21. ↑  Hewitt & Stromberg 1965，§19.61.
22. ↑  Hewitt & Stromberg 1965，§9.19.
23. ↑  Strichartz 1994，§2.2.
24. ↑  Hörmander 1983，Theorem 2.1.5.
25. ↑  Hörmander 1983，§3.1.
26. ↑  Strichartz 1994，§2.3.
27. ↑  Hörmander 1983，§8.2.
28. ↑  Dieudonné 1972，§17.3.3.
29. ↑  Federer 1969，§2.5.19.
30. ↑  Strichartz 1994，Problem 2.6.2.
31. ↑  Vladimirov 1971，Chapter 2, Example 3(d).
32. ↑  MathWorld a.
33. 1 2  Gelfand & Shilov 1966，Vol. 1, §II.2.5.
34. ↑  Hörmander 1983，§6.1.
35. ↑  Lange 2012，pp.29–30.
36. ↑  Gelfand & Shilov 1966，第212頁.
37. ↑  Bracewell 1986.
38. ↑  Gelfand & Shilov 1966，第26頁.
39. ↑  Gelfand & Shilov 1966，§2.1.
40. ↑  MathWorld b.
41. 1 2 3  Hörmander 1983，第56頁.
42. ↑  Rudin 1991，Theorem 6.25.
43. ↑  Stein & Weiss 1971，Theorem 1.18.
44. ↑  Rudin 1991，§II.6.31.
45. ↑  Saichev & Woyczyński 1997，§1.1 The "delta function" as viewed by a physicist and an engineer, p. 3.
46. ↑  Stein & Weiss 1971，§I.1.
47. ↑  Vallée & Soares 2004，§7.2.
48. ↑  Hörmander 1983，§7.8.
49. ↑  Lang 1997，第312頁.
50. ↑  Davis & Thomson 2000，Perfect operators, p.344.
51. ↑  Davis & Thomson 2000，Equation 8.9.11, p. 344.
52. ↑  de la Madrid, Bohm & Gadella 2002.
53. ↑  Córdoba 1988.
54. ↑  Hörmander 1983，§7.2.
55. ↑  Vladimirov 1971，§5.7.
56. ↑  Hartmann 1997，第154–155頁.
57. ↑  Isham 1995，§6.2.

## 外部連結
- Hazewinkel, Michiel (编), , , Springer, 2001, ISBN 978-1-55608-010-4
- KhanAcademy.org視頻講義 （页面存档备份，存于）（英文）
- 狄拉克δ函數 （页面存档备份，存于）（英文）
- 視頻講義──第23課 （页面存档备份，存于）（英文）
- 狄拉克δ函數 （页面存档备份，存于），PlanetMath（英文）